# La stregoneria oggi
Witchcraft Today è un saggio di Gerald Gardner pubblicato nel 1954. Il volume affronta la teoria del culto delle streghe secondo il quale queste ultime adoravano e, di sabato, praticavano riti in onore di un dio cornuto della fertilità e degli Inferi, che i Cristiani identificavano col Diavolo e che era il lascito di un'antica religione pagana sopravvissuta alla cristianizzazione dell'Europa. I processi alle streghe sarebbero stati un tentativo di sopprimere definitivamente questa religione luciferina. Tale teoria è chiamata Ipotesi del culto delle streghe.
L'autore afferma di aver incontrato streghe praticanti nell'Inghilterra degli anni '30. Il testo affronta anche la teoria secondo cui i Templari avrebbero praticato tale religione e la tesi per cui la credenza nelle fate dell'antica Europa trarrebe origine da una razza di pigmei sconosciuta, vissuta insieme agli altri umani. Witchcraft Today è uno dei testi fondamentali per la religione Wicca, insieme al secondo libro di Gardner sull'argomento, The Meaning of Witchcraft edito nel 1959.
Nella prefazione l'autore dice:
(Gerald Gardner, Withcraft Today)
Nel libro omette di dire di aver fondato negli anni Quaranta la Bricket Wood, una congregazione di streghe aderenti alla Wicca. Si propose invece come un antropologo disinteressato al tema. L'introduzione al libro fu scritta da Margaret Murray, la principale sostenitrice della Ipotesi del culto delle streghe negli anni '20 e '30:
(Margaret Murray, Withcraft Today)
Nel libro Gardner ripete anche l'affermazione, originariamente sostenuta da Matilda Joslyn Gage, che la caccia alle streghe fece 9 milioni di vittime in Europa. Le attuali stime degli studiosi sul numero di persone giustiziate per stregoneria nello stesso periodo di tempo variano tra circa 40.000 e 100.000 unità.
Il libro contiene sette fotografie: una raffigurante l'autore; un'altra un circolo di maghi al Museo della Magia e della Stregoneria; un memoriale per le persone uccise durante la caccia alle streghe; altre due immagini di stanze del museo; una statua di un dio cornuto; un dipinto di uno stregone maschio.

## Storia editoriale
Il libro fu inizialmente pubblicato con copertina rigida nel novembre 1954 da Rider and Company e venduto al prezzo di 15 scellini. Fu ristampato nell'agosto 1956.
La prima traduzione italiana fu La stregoneria oggi (Roma, Venexia, 2007). Un'edizione critica fu curata da Lorenza Menegoni, edita da Leo S. Olschki nella collezione di Lares nel 1999.

## Analisi
Nella sua biografia su Gardner, il ricercatore Philip Heselton scrisse che i contenuti di Witchcraft Today erano essenzialmente una sintesi di ciò che Gardner aveva letto sulla stregoneria e gli argomenti correlati nel corso di diversi anni. Egli osservò che Gardner aveva probabilmente intenzione di fornire una storia del "culto delle streghe" dall'Età della pietra ad oggi, facendo riferimento a movimenti religiosi come quelli dei Druidi, dei Cavalieri templari e degli antichi Egizi. Riassumendo il libro, lo descrisse come "una registrazione delle fasi di entusiasmo di Gardner".